# Pandanus malgassicus
Pandanus malgassicus är en enhjärtbladig växtart som beskrevs av Rodolfo Emilio Giuseppe Pichi Sermolli. Pandanus malgassicus ingår i släktet Pandanus och familjen Pandanaceae. Inga underarter finns listade.